# William Peacock
William „Bill” Peacock (ur. 6 grudnia 1891 w Poplar, zm. 14 grudnia 1948 w Sawtry) – brytyjski piłkarz wodny, mistrz olimpijski.
Na igrzyskach olimpijskich w 1920 w Antwerpii zdobył złoty medal w piłce wodnej. Był zawodnikiem rezerwowym reprezentacji Wielkiej Brytanii na igrzyskach w 1912 i 1924 roku.